# رابرت اوربانک
رابرت اوربانک (لهستانی: Robert Urbanek؛ زادهٔ ۲۹ آوریل ۱۹۸۷) یک پرتاب‌گر دیسک اهل لهستان است. از افتخارات وی میتوان به کسب مدال برنز در ۲۰۱۵ پکن اشاره کرد.